# M-Töpfer

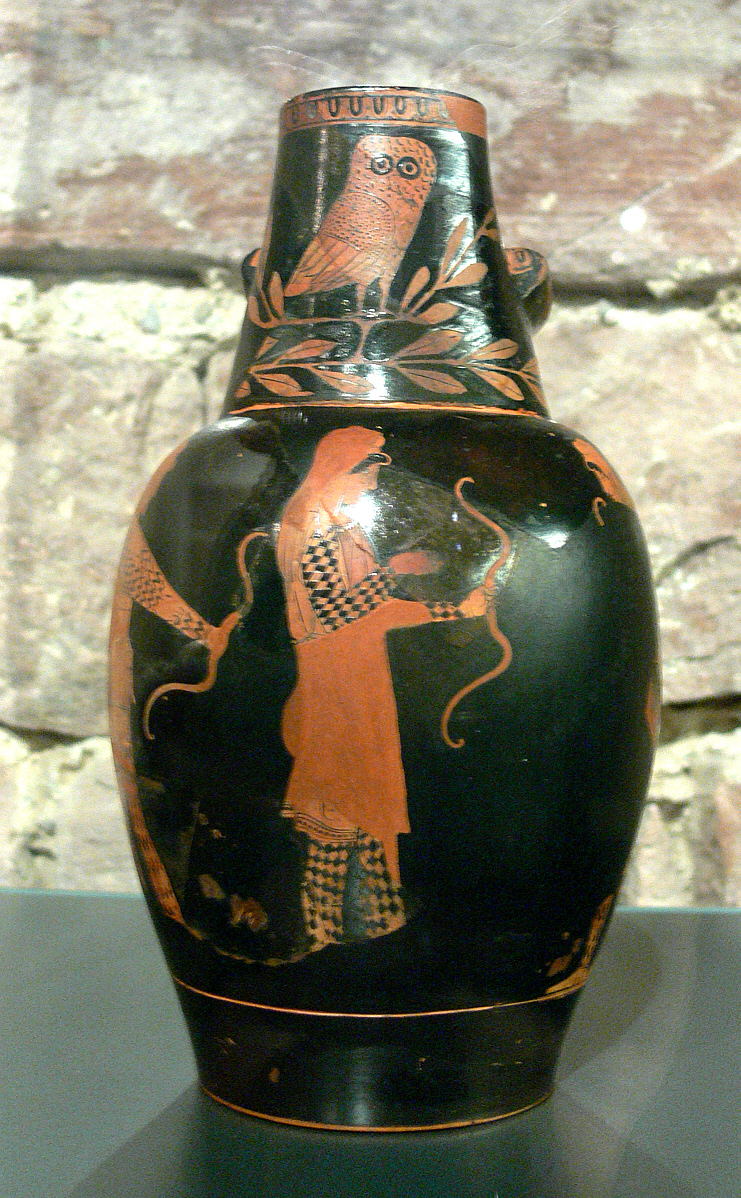
Namenvase des Mannheimer Malers, getöpfert vom M-Töpfer; Oinochoe des Typs VII: drei Amazonen mit ihren Bögen, auf dem Hals eine Eule, das Symboltier der Göttin Athene und damit der Stadt Athen.

Mit dem Notnamen M-Töpfer wird in der archäologischen Forschung ein nicht namentlich bekannter Töpfer aus der Zeit zwischen 465 und 435 v. Chr. genannt.
Der M-Töpfer wurde von Adrienne Lezzi-Hafter erkannt und benannt. Der Töpfer aus Klassischer Zeit war möglicherweise Besitzer einer Werkstatt, in der er beispielsweise Vasen für den Chicago-Maler, den Methyse-Maler, den Maler von Neapel 3136, den Maler von Leipzig T 64, den Maler von Boston 03.794 und den Alexandre-Maler herstellte. Benannt wurde er nach dem wichtigsten Maler, der Vasen von seiner Hand verzierte, dem Mannheimer Maler. Das M im Notnamen steht somit auch für Mannheimer Maler. Er hat wahrscheinlich ausschließlich Oinochoen, möglicherweise zudem Choes in einer seltenen Kugelform, gefertigt. Seine Oinochoen sind Kannen der Typen II, V und VII, möglicherweise auch des Typus IV. Letztere Form wurde in dieser Generation geschaffen, wenn er auch solche Formen – dann für den Chicago- und den Methyse-Maler – gefertigt hatte, gehörte er sicher zu den Töpfern, die an der Ausgestaltung der Form beteiligt waren. Das ist insoweit wahrscheinlich, weil sein Schüler, der S-Töpfer, diese in der charakterlichen Ausprägung in seinem Repertoire hatte. Sein Herkommen aus der Zeit des strengen Stils ist noch an der massiven Gestaltung seiner Kannen ersichtlich. Erst sein Nachfolger, der S-Töpfer, verfeinerte die Formen in der folgenden Generation.